# Đặng Dư Phương
Đặng Dư Phương  là kiểm sát viên Việt Nam. Ông hiện giữ chức vụ Viện trưởng Viện kiểm sát nhân dân tỉnh Cà Mau.

## Tiểu sử
Năm 2007, Đặng Dư Phương là Viện trưởng Viện kiểm sát nhân dân huyện Thới Bình, tỉnh Cà Mau.
Từ năm 2012, Đặng Dư Phương giữ chức vụ Phó Viện trưởng Viện kiểm sát nhân dân tỉnh Cà Mau.
Ngày 29 tháng 8 năm 2019, Đặng Dư Phương được ông Nguyễn Văn Quảng, Phó Viện trưởng Viện kiểm sát nhân dân tối cao Việt Nam trao quyết định của Viện trưởng Viện kiểm sát nhân dân tối cao Việt Nam Lê Minh Trí bổ nhiệm giữ chức vụ Viện trưởng Viện kiểm sát nhân dân tỉnh Cà Mau từ ngày 1 tháng 9 năm 2019. Trước đó, Đặng Dư Phương là Phó Viện trưởng Viện kiểm sát nhân dân tỉnh Cà Mau.